# Toyo Tire & Rubber Company
Pour les articles homonymes, voir Toyo.
Toyo Tire & Rubber Company est un fabricant japonais de pneumatiques fondé en 1945 à Osaka.

## Histoire

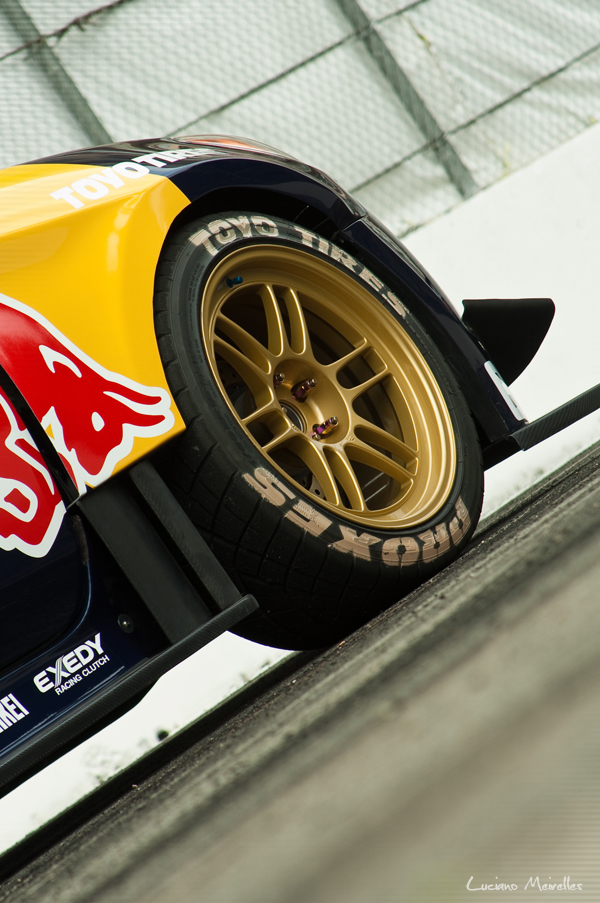
Voiture de drift équipée de pneus Toyo

Le groupe Toyo Tire & Rubber fait partie des leaders mondiaux dans la production de pneumatiques. Créé en 1945, Toyo Tire est présent dans plus de 100 pays. Le siège du groupe est basé à Osaka au Japon. Les activités du groupe se déclinent dans trois domaines : les pneus, les produits chimiques, et les supports anti-sismiques. 
Les pneus Toyo sont commercialisés en Europe depuis plus d'une trentaine d'années. Depuis 2005, Toyo Tire Europe GmbH pilote les activités européennes depuis son siège basé à Neuss en Allemagne. 
Toyo offre une gamme de pneus été et hiver de toutes dimensions pour les véhicules de tourisme, utilitaires, poids lourds ainsi que 4x4 et SUV.

## Produits
La marque a connu un essor particulier ces dernières années auprès des gentlemen-drivers. En effet, Toyo propose un pneu semi-slick homologué route, le R888, qui offre un haut niveau d'adhérence sur le sec. La gamme R888 est disponible dans de nombreuses dimensions.
Le R1R est un intermédiaire entre le T1-R et le R888. Il est performant aussi en conditions de roulage par temps frais et humide.
Présente dans des compétitions officielles, la marque a aussi gagné en notoriété en "jouant" sur le grand écran. On voit les pneus Toyo, en version très haute performance, dans Fast and Furious 1 et 2 et Tokyo drift.